# Sault Ste. Marie (Kanada)
Sault Ste. Marie (fr. Sault-Sainte-Marie) – miasto w Kanadzie, w prowincji Ontario, w dystrykcie Algoma. Leży nad graniczną rzeką St. Marys, naprzeciwko amerykańskiego miasta o tej samej nazwie.
Liczba mieszkańców Sault Ste. Marie wynosi 74 948. Język angielski jest językiem ojczystym dla 83,5%, francuski dla 4,1% mieszkańców (2006).
W mieście rozwinął się przemysł drzewny, papierniczy, spożywczy oraz hutniczy.

## Sport
- Sault Ste. Marie Greyhounds – klub hokejowy

## Współpraca
- Louth, Irlandia
- Forssa, Finlandia
- Maia, Portugalia
- Sault Ste. Marie, Stany Zjednoczone
- Krasnojarsk, Rosja